# آبی وحشی دوردست (فیلم ۱۹۵۱)
آبی وحشی دوردست (انگلیسی: The Wild Blue Yonder)که با نام "داستان سوپرفورترس بی-۲۹" نیز شناخته می‌شود، یک فیلم جنگی محصول سال ۱۹۵۱ به کارگردانی آلن دوان است. (این فیلم در سال ۱۹۵۸ دوباره اکران شد) بازیگران این فیلم وندل کوری، ورا رالستون، فارست تاکر و فیل هریس هستند. "آبی وحشی دوردست" به حملات هوایی بوئینگ بی-۲۹ سوپرفورترس به ژاپن در طول جنگ جهانی دوم می‌پردازد.

## خلاصه داستان
در سال ۱۹۴۳، کاپیتان هارولد «کل» کالورت (وندل کوری) برای یادگیری پرواز با یک بمب‌افکن جدید، بوئینگ بی-۲۹ سوپرفورترس، به پایگاه اسموکی هیل در کانزاس فرستاده می‌شود. مربی او پسر عمویش، سرگرد تام وست (فارست تاکر)، افسری است که خلبانان دیگر فکر می‌کنند با ادعای مشکل موتور در حمله به پالایشگاه‌های نفت پلوشتی از وظایف خود شانه خالی کرده است. کل از تام دفاع می‌کند وقتی یکی از خدمه پسر عمویش را جلوی هلن (ورا رالستون)، پرستاری که تام با او قرار می‌گذارد، مسخره می‌کند.
کل و دیگر دانشجویان یاد می‌گیرند که بی-۲۹ با کابین تحت فشار می‌تواند بالاتر، سریع‌تر و دورتر از هر بمب‌افکن دیگری پرواز کند. در یک پرواز آزمایشی، وقتی کل که اعتماد به نفس زیادی دارد، بی-۲۹ را بالاتر از دستورالعمل می‌برد، ناگهان فشار کابین کاهش می‌یابد و تقریباً به فاجعه ختم می‌شود. یکی از خدمه از هواپیما به بیرون مکیده می‌شود، اما می‌تواند از چتر نجات خود استفاده کند. تام عصبانی است و کل را به خاطر به خطر انداختن برنامه آزمایش که مقامات نیروی هوایی از نزدیک آن را زیر نظر دارند، سرزنش می‌کند.
سرلشکر ولف (والتر برنان) سرانجام اعلام می‌کند که خلبانان و بی-۲۹ها برای نبرد آماده هستند. او آنها را به پایگاه‌هایی در چین هدایت می‌کند که از آنجا به ژاپن حمله خواهند کرد. اولین ماموریت‌های کل دلهره‌آور است، اگرچه بی-۲۹ها بسیار مؤثر هستند. وقتی گروه به گوآم  منتقل می‌شوند، تام دوباره با هلن که او نیز به آنجا فرستاده شده است، ملاقات می‌کند. کل به‌طور مداوم در ماموریت‌های ارتفاع بالا پرواز می‌کند، اما ژنرال کرتیس ای. لیمی (ویلیام ویتنی)، فرمانده جدید، تاکتیک‌ها را به حملات دقیق‌تر در ارتفاع پایین تغییر می‌دهد که خسارت بیشتری ایجاد می‌کند.
هلن کم‌کم عاشق کل قهرمان‌تر می‌شود و وقتی او و تام در یک حمله بزرگ به توکیو با هم در یک مأموریت هستند، بی-۲۹ آنها مورد اصابت آتش ضدهوایی قرار می‌گیرد. در حالی که کل زخمی شده و تام  کنترل هواپیما را در دست دارد، هواپیمای آسیب‌دیده به سختی به پایگاه بازمی‌گردد. تام برای نجات یکی از خدمه که در داخل هواپیما گیر افتاده است، به لاشه آتشین برمی‌گردد، اما هنگامی که هواپیما منفجر می‌شود، کشته می‌شود. چند هفته بعد، با پایان جنگ هنگامی که بی-۲۹ها ویرانگرترین سلاح از همه، بمب اتم، را بر روی شهرهای ژاپن می‌اندازند، کل و هلن با هم می‌مانند.